# Borowikinie
Borowikinie (lit. Baravykinė) – opuszczona wieś na Litwie, w rejonie wileńskim, 10 km na północny wschód od Ławaryszek.

## Historia
W dwudziestoleciu międzywojennym leżały w Polsce, w województwie wileńskim, w powiecie wileńsko-trockim, w gminie Mickuny.
Po II wojnie światowej w granicach Związku Sowieckiego. Od 1991 na niepodległej Litwie.